# Pandémie de Covid-19 au Soudan du Sud
La pandémie de Covid-19 au Soudan du Sud démarre officiellement le 5 avril 2020. À la date du 24 octobre 2022, le bilan est de 138 morts.

## Chronologie
Le premier cas est constaté le 5 avril 2020, le 10ème cas le 28 avril 2020, le 100ème cas le 8 mai 2020, le 1 000ème cas le 7 juin 2020, et le 10 000ème cas le 26 mars 2021,.
Le premier décès est annoncé le 14 mai 2020, le 10ème mort le 27 mai 2020, et le 100ème mort le 4 mars 2021,.

## Statistiques

Nombre de cas au Soudan du Sud depuis le début de l'épidémie.

Nombre de morts au Soudan du Sud depuis le début de l'épidémie.